# 8521 Boulainvilliers
8521 Boulainvilliers este o planetă minoră (asteroid), cu un diametru de 3,636 km, din centura de asteroizi. A fost descoperită pe 4 aprilie 1992 la Observatorul European Austral de Eric Walter Elst și a fost numită după Henri de Boulainvilliers⁠(d). 
Obiectul prezintă o orbită caracterizată de o semiaxă mare de 2,2219437 UAi, o excentricitate de 0,18, o înclinație de 6,55633 ° în raport cu ecliptica.